# Oktjabrskaja schelesnaja doroga
Die Oktober-Eisenbahn (russisch Октябрьская железная дорога / Oktjabrskaja schelesnaja doroga) ist eine eisenbahnbetrieblich selbstständige Filiale der Russischen Staatseisenbahnen (RŽD) mit einem über 10.000 km langen Streckennetz im Nordwesten des europäischen Teils Russlands.
Die Oktober-Eisenbahn, die ihre jetzige Bezeichnung im Jahre 1923 in Andenken an die Oktoberrevolution von 1917 erhielt, betreibt mit dem Streckenabschnitt von Sankt Petersburg nach Pawlowsk sowie mit der Schnellfahrstrecke Moskau–Sankt Petersburg die ältesten Bahnverbindungen auf russischem Territorium. Das Einzugsgebiet des Streckennetzes der Filiale reicht von Moskau bis in die Gebiete der Oblast Murmansk hinter dem nördlichen Polarkreis.

## Geschichte

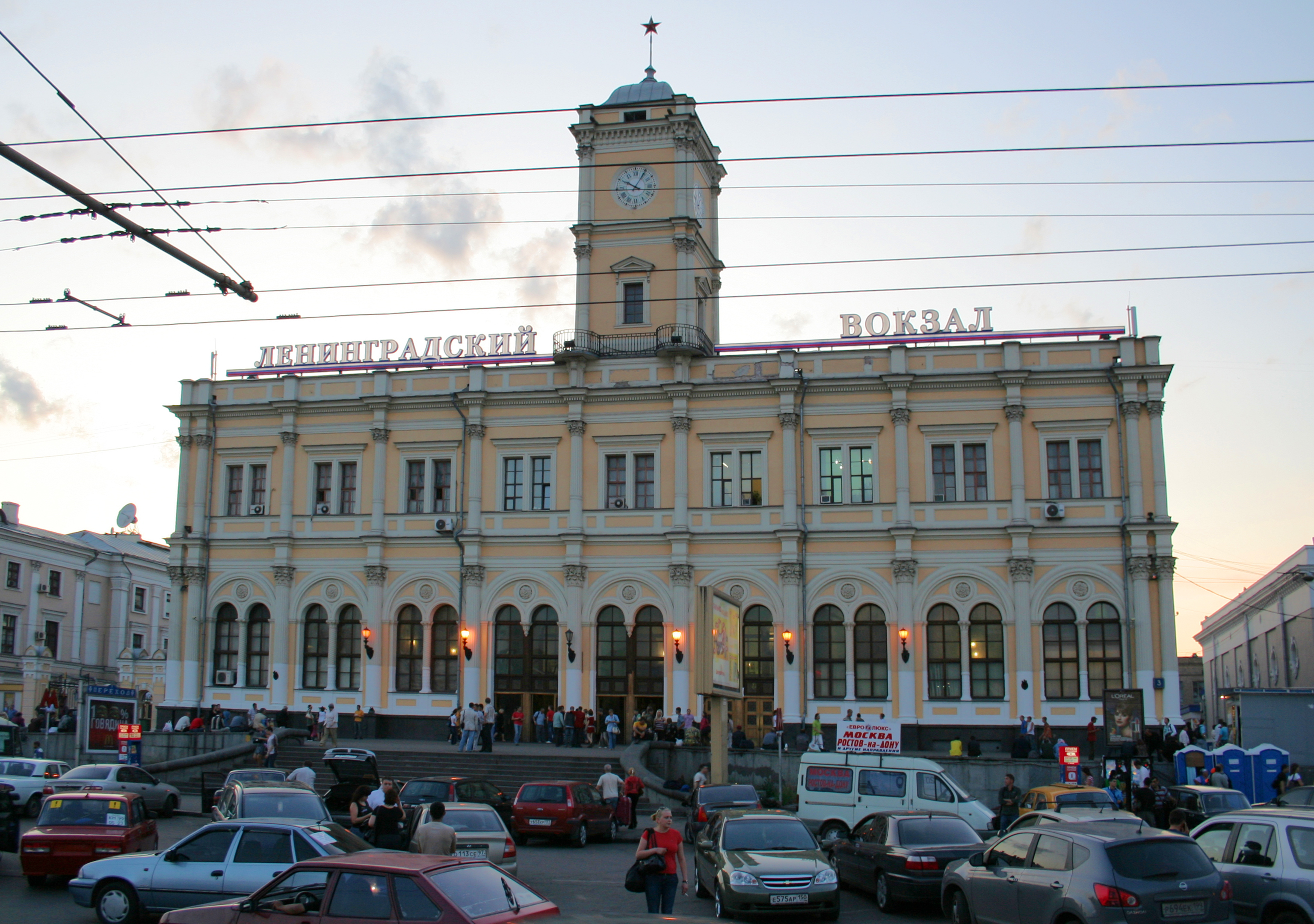
Der Leningrader Bahnhof (vormals Nikolai-Bahnhof) in Moskau wird von der Oktober-Eisenbahn betrieben (im Gegensatz zu den anderen sieben Fernbahnhöfen der Stadt, die zur Moskauer Eisenbahn gehören)

Mit der nach gut einjähriger Bauzeit fertiggestellten, 27 km langen Bahnstrecke zwischen der damaligen russischen Hauptstadt Sankt Petersburg und dem Vorort Zarskoje Selo fing am 11. November 1837 die Geschichte der Oktoberbahn sowie des gesamten Eisenbahnverkehrs in Russland an. Die unter Beteiligung des österreichischen Ingenieurs Franz Anton von Gerstner errichtete Strecke, die aufgrund ihrer Kürze eine eher symbolische Bedeutung besaß, war die erste öffentliche Eisenbahn Russlands, wurde jedoch im Gegensatz zu anderen europäischen Strecken in Spurweite 1829 mm (6 Fuß) errichtet.
Vier Jahre nach dem Bau der Strecke wurde von Zar Nikolaus I. ein neues Projekt gebilligt, das eine über 600 Kilometer lange, zweigleisige und praktisch gerade Bahnverbindung von Petersburg nach Moskau, der zweitgrößten Stadt des Reichs, vorsah. Diesmal wurde die Spurweite 1524 mm (5 Fuß) verwendet, was später Standard für alle Bahnlinien des Russischen Reichs wurde. Die Strecke wurde Ende 1851 dem regulären Betrieb übergeben und erhielt 1855 zu Ehren des unlängst verstorbenen Zaren den Namen Nikolaus-Bahn. 1857 wurde zwecks Verwaltung der Strecke und Bau weiterer Bahnlinien in Russland die Hauptgesellschaft Russischer Eisenbahnen (Главное общество Российских железных дорог) als Aktiengesellschaft gegründet. In der zweiten Jahrhunderthälfte wurden mehrere weitere, ursprünglich meist private Bahngesellschaften gegründet, in deren Regie weitere heute zur Oktoberbahn gehörenden Strecken entstanden. Zu nennen sind beispielsweise die Petersburg-Warschauer Eisenbahn, die Baltische Eisenbahn, die Sestrorezker Eisenbahn, die Direktion Finnländischer Eisenbahnen (letztere baute die Strecke zwischen Petersburg und Chijtola im damaligen Großfürstentum Finnland) sowie die Moskau-Windau-Rybinsker Eisenbahn.
Bis 1894 kaufte der russische Staat die privaten Bahngesellschaften der Nikolausbahn, der Warschau-Petersburger und der Baltischen Eisenbahn auf und gliederte sie dem russischen Reichsministerium für Verkehrswege unter. Am 1. Januar 1907 gingen große Teile des nordwestrussischen Streckennetzes an die neu gegründete staatliche Nordwest-Eisenbahn. Die Gesamtlänge des Streckennetzes dieser neuen Gesellschaft betrug zum damaligen Zeitpunkt bereits gut 2700 Kilometer. Zu den größten noch vor der Oktoberrevolution realisierten Bauprojekten der Nordwestbahn gehörte unter anderem die Murmanbahn, die die Reichshauptstadt mit dem strategisch wichtigen eisfreien Nordmeerhafen in Murmansk verband. Von 1918 bis 1920 reiste Leo Trotzkis Privat-Zug zwischen den Frontlinien der Roten Armee.
1923 wurde die zuvor als Nikolausbahn bezeichnete Strecke zwischen Petrograd und Moskau in Oktoberbahn umbenannt, und 1929 wurde die Strecke sowie das gesamte Netz der vormaligen Nordwest-Eisenbahn den Sowjetischen Staatsbahnen unterordnet. Somit wurde die Oktober-Eisenbahn zu einer Filiale der Sowjetischen Eisenbahnen. Bis Mitte des 20. Jahrhunderts wurde praktisch das gesamte Eisenbahnnetz im Nordwesten der Russischen SFSR der Oktober-Eisenbahn zugeordnet, so dass deren Streckenlänge im Jahre 1959 bereits rund 8000 km betrug.
Ebenfalls in den 1950er-Jahren wurde die Elektrifizierung der gesamten Strecke der ehemaligen Nikolausbahn samt Nebenstrecken abgeschlossen. 1984 nahm die Oktober-Eisenbahn mit ER200 den ersten (und einzigen) Hochgeschwindigkeitszug der Sowjetunion in den regulären Betrieb. In den späten 1990er- und 2000er-Jahren wurden, unter anderem im Zuge der Vorbereitungen der Feierlichkeiten zum 300-jährigen Bestehen Sankt Petersburgs, von der Oktoberbahn weitere Modernisierungs- und Ausbauprojekte in Angriff genommen, unter anderem wurde in Petersburg der neue Ladoga-Bahnhof erbaut.

## Betrieb

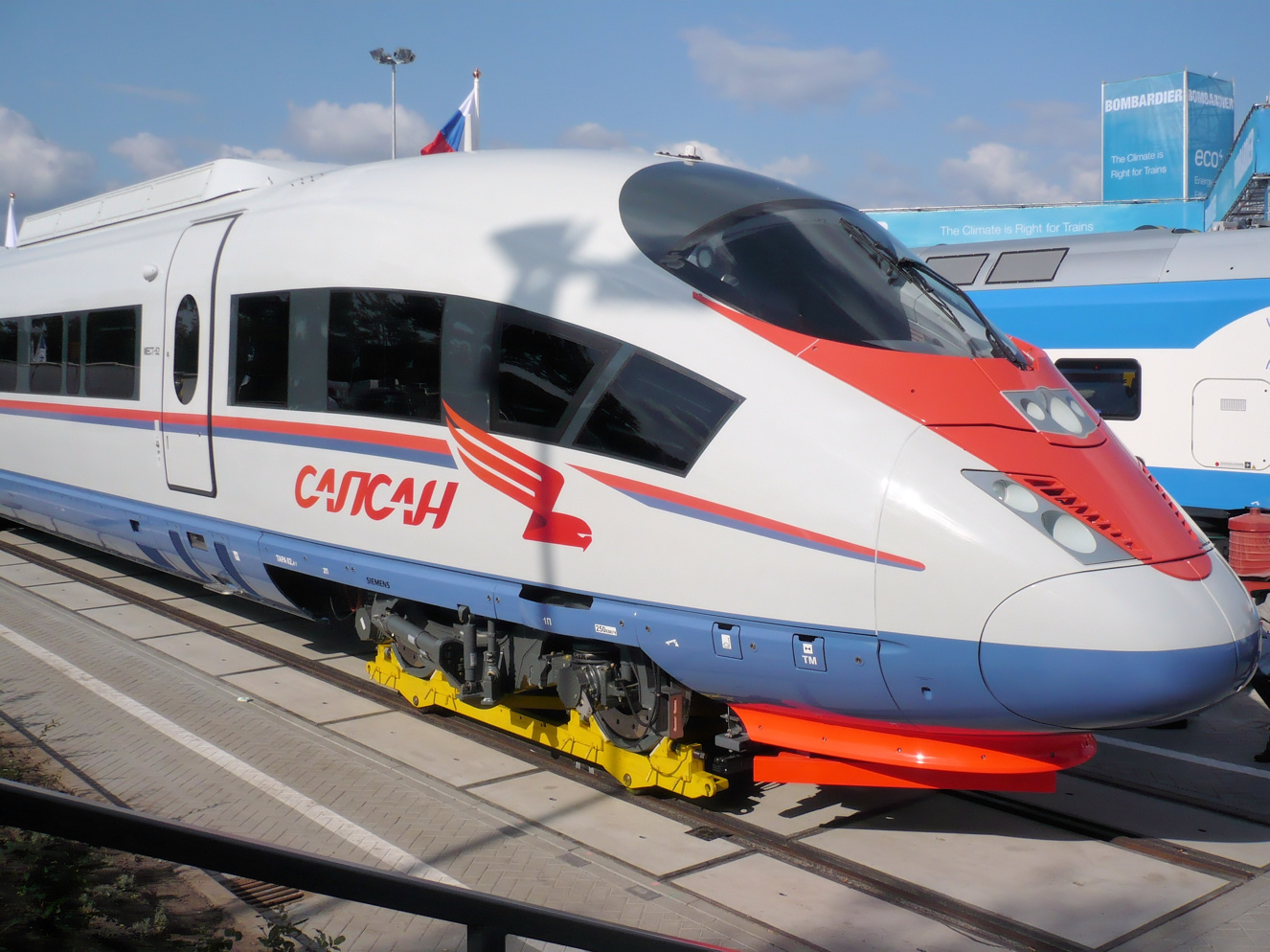
Die Sapsan-Hochgeschwindigkeitszüge (Siemens Velaro) befahren seit Dezember 2009 die Strecke Sankt Petersburg–Moskau

Das heutige Streckennetz der Oktober-Eisenbahn ist insgesamt 10.372,7 Kilometer lang, womit die Bahn zu den größten Filialen der Russischen Staatseisenbahnen gehört. Innerhalb Russlands weist das Netz Verknüpfungspunkte mit den Streckennetzen der Nord- und der Moskauer Eisenbahn auf, grenzüberschreitend auch zu den Bahnnetzen Finnlands, Estlands, Lettlands und von Belarus.
Zu den Regionen Russlands, deren Bahnen von der Oktober-Eisenbahn betrieben werden, zählen die folgenden: Oblast Murmansk, Republik Karelien, Oblast Leningrad, Stadt Sankt Petersburg, Oblast Wologda (teilweise), Oblast Pskow, Oblast Nowgorod, Oblast Twer, Oblast Jaroslawl (teilweise), Oblast Moskau (teilweise) und Stadt Moskau (teilweise).
Der Verwaltungssitz der Oktoberbahn befindet sich in Sankt Petersburg, außerdem existieren die sechs Regionaldirektionen Moskau, Sankt Petersburg, Sankt Petersburg-Witebsk, Wolchowstroi, Petrosawodsk und Murmansk. Im Jahr 2008 wurden 24,533 Mio. Fahrgäste im Fernverkehr und 109,812 Mio. im Nahverkehr sowie 130,244 Mio. Tonnen Güter befördert.